# Jana Tichá (kritička architektury)
Jana Tichá (* 3. listopadu 1964, Duchcov) je česká teoretička a kritička architektury, odborná asistentka Ústavu teorie a dějin architektury ČVUT a ředitelka nakladatelství Zlatý řez. Zaměřuje se zejména na moderní a současnou architektonickou tvorbu.

## Životopis
Narodila se v roce 1964. Studovala na Filozofické fakultě Masarykovy univerzity v Brně, obor dějiny a teorie umění. Zabývá se především modernou a současnou architekturou s důrazem na vztah k přírodě a krajině. Je autorkou množství knižních publikací a překladatelkou z angličtiny. Pravidelně publikuje v domácím i zahraničním odborném tisku. Je ředitelkou nakladatelství Zlatý řez a šéfredaktorkou stejnojmenného časopisu, zaměřeného na současnou architekturu. Jako redaktora připravila několik tematických čítanek teorie architektury. Společně s Irenou Fialovou je autorkou průvodce po nejnovější pražské architektuře.

### Pedagogika a současné působení
Pedagogicky působila od roku 2003 na UMPRUM, kde založila a vedla kurz Czech 20th Century Architecture, od roku 2015 je odbornou asistentkou na Ústavu teorie a dějin architektury Českého vysokého učení technického v Praze.
Od roku 2013 jako jeden ze tří nezávislých expertů Nadace Fundació Mies van der Rohe v Barceloně nominuje za Českou republiku stavby do soutěže Evropská cena za současnou architekturu (Mies van der Rohe Award).

### Vybrané knihy
- 2007 PRG/ 20/ 21, současná architektura, Praha: Zlatý řez, 2007, ISBN 80-87068-00-9.
- 2011 Vít Branda. Architekt v Kadani, Kadaň: Město Kadaň, 2011. ISBN 978-80-904493-4-3.
- 2013 Architektura a globalizace, Praha: Zlatý řez, 2013. Texty o moderní a současné architektuře V. vol. 5. ISBN 978-80-903826-7-1.
- 2015 Prostor a místo. Architektonická tvorba na území České republiky 1989–2014, Praha: Zlatý řez, 2015. ISBN 978-80-88033-01-1.

### Vybrané články
- 2012 The Ethics of Materiality, Piranesi. 2012,(31), 112-119.
- 2012 Společný základ a reprodukovatelnost architektury, Stavba. 2012,(4), 2-3. ISSN 1210-9568.
- 2013 Strong Form in a Weak World, Piranesi. 2013,(32), 94-103.
- 2013 Architektura: produkce a recepce, Praha, 2013-10-24. Praha: České vysoké učení technické v Praze, Fakulta architektury, 2013. ISBN 978-80-01-05458-1.
- 2013 Architektura a člověk, Zlatý řez. 2013,(36), ISSN 1210-4760.
- 2014 A Place to Live, Piranesi. 2014, 22(34), 86-93.
- 2016 Zpráva o stavu architektury na Slovensku (nejen) za poslední dva roky, Stavba. 2016,(4), 16-17. ISSN 1210-9568.
- 2017 Česká architektura a její pestrost?, Stavba. 2017, 24(4), 20-21. ISSN 1210-9568.